# Hrvatska glazba u Bosni i Hercegovini
Hrvatska glazba u Bosni i Hercegovini je sveukupna glazbena djelatnost Hrvata u toj zemlji od srednjeg vijeka do danas. Glazba kao dio kulture u povijesti hrvatskog naroda u Bosni i Hercegovini pa i sadašnjosti svakako je jedan od njezinih bitnih i podjednako lijepih segmenata.

## Povijesni pregled razvoja glazbe
Narodna glazba je po postanku vrlo stara. Prenosila se usmeno, pjevanjem, a početci umjetničke glazbe gube se u tami srednjeg vijeka. Prvi napjevi za crkvene potrebe zabilježeni su u Bosni i Hercegovini tijekom XI. i XII. stoljeća. Jedna od posebnosti glazbenog života na ovim područjima je glagoljaško pjevanje - pojanje. Zbog gospodarskih poteškoća, političke i kulturne izoliranosti od zapadne Europe, razvoj glazbe u Bosni i Hercegovini je tekao vrlo usporeno i s velikim vremenskim zaostatcima. To se, uostalom, odnosi i na sve druge grane umjetnosti, znanosti i kulture uopće. 
Do osmanlijskog zauzimanja Bosne, pa zatim i Hercegovine, srednjovjekovna bosanska država imala je stalne dodire sa srednjom Europom i Italijom, poglavito preko Dubrovnika. U to doba u crkvama i samostanima te na dvorovima velikaša, banova i kraljeva postoje začetci glazbene umjetnosti. Prvi izvori o bosanskim umjetnicima, sviračima i plesačima hrvatske krvi i imena nađeni su u Dubrovačkom arhivu iz početka XV. stoljeća. Herceg Stjepan Vukčić Kosača imao je na svom dvoru godine 1442. čitav orkestar frulaša, a u njegovoj oporuci stoji da je imao i orgulje, vjerojatno prve na području Bosne i Hercegovine. O crkvenoj glazbi, poglavito onoj Crkve bosanske nema nikakvih podataka. 
Za četiri stoljeća osmanlijske vlasti nema također izvora koji bi govorili o glazbenim djelatnostima, osim onih u narodu i među franjevcima. Spominje se samo da je Franjo Bosanac, prebjeg iz Bosne djelovao u Italiji u prvoj polovici XVI. stoljeća. Ostavio je iza sebe više djela skladanih za lutnju i tako ušao u povijest europske glazbe. Međutim, bosanskohercegovački franjevci, školovani uglavnom u Italiji, njegovali su u svojim samostanima u Kraljevoj Sutjesci, Kreševu, Fojnici i Sarajevu i crkvenu glazbu. U XVII. stoljeću spominje se Mato Banjalučanin te u XVIII. Vice Vicić, koji su i skladali crkvenu glazbu i mise.
Kad je po aneksiji Bosne i Hercegovine 1878. godine opet uspostavljena sveza s Europom, naravno preko Hrvatske, odnosno Austro-Ugarske, počinje postupno opet glazbena djelatnost koju vode uglavnom doseljeni Hrvati, Česi i vojnički glazbenici. Zapisano je kako su 1881. godine u Banjoj Luci i Sarajevu održani i prvi koncerti. Nositelj glazbenog života Bosne i Hercegovine u prvoj polovici XX. stoljeća je bio Čeh Franjo Matejovsky. On osniva i prvu glazbenu školu u Sarajevu 1908. godine, a vodio je zborove i skladao pod utjecajem bosanske narodne glazbe.
Domaće stanovništvo se u ovom periodu počinje uključivati u kulturne i umjetničke aktivnosti, najčešće u okviru čitaonica, gdje se povremeno izvode programi s glazbenim točkama. Ubrzo se, međutim, usporedno s buđenjem nacionalne svijesti, javlja težnja za sustavnim njegovanjem pjesme pa dolazi do osnivanja čitavog niza pjevačkih društava. Ona su okupila širok krug članova i predstavljala u to vrijeme žarište glazbenog života.
Na društvenim koncertima, pored pjevačkih zborova, nastupali su i pojedini solisti, a neka su društva imala i svoje tamburaške sastave ili različite instrumentalne ansamble. Utemeljena su hrvatska pjevačka društva: Hrvoje (Mostar, 1889.), Trebević (Sarajevo, 1894.), Majevica (Tuzla, 1896.) i Nada (Banja Luka, 1898.).
Veći napredak zabilježila je glazbena umjetnost u Sarajevu poslije 1918. godine godine kada je osnovana Oblasna glazbena škola i Sarajevska filharmonija 1923. godine i počeo sustavniji rad sarajevskog kazališta koje je preimenovano u "pozorište". Od 1928. godine ono izvodi i operni program. Uz već spomenutog Matejovskog djeluju i drugi skladatelji poput Jungića, Pardeša, Majera i Demetera.
Glazbeni život u Bosni i Hercegovini postaje bogatiji osnivanjem stalnog opernog sastava u Sarajevu 1946., Glazbene akademije 1955. i Simfonijskog orkestra RTV Sarajeva 1962. godine. I dok su pri osnivanju tih glazbenih institucija uposleni umjetnici uglavnom izvan Bosne i Hercegovine, uskoro su iškolovani i domaći kadrovi koji preuzimaju zborove, orkestre, glazbene škole, a počinju objavljivati svoje radove i skladatelji, poglavito oni koje svoje radove zasnivaju na narodnoj tradiciji.
Iz tog spoja tradicije i modernog razvila se u Bosni i Hercegovini poglavito zabavna glazba koju su u početku izvodili popularni vokalno-instrumentalni sastavi poput Indexa, Bijelog dugmeta, Ambasadora i dr. Zabavna glazba bila je glazba srednjeg sloja bosanskohercegovačkog građanstva i novih intelektualnih slojeva u društvu, koji su se htjeli osloboditi "ruralnog i nazadnog".

## Narodna glazba
Tradicionalna narodna glazba Hrvata u Bosni i Hercegovini koristi različite glazbene instrumente, od kojih su najrašireniji: gusle, diple, dvojnice, tamburice, šargija, lijerica (lirica), te mnogobrojne vrste udaraljki.

### Ganga
Ganga je danas najpopularniji vid narodnog glazbenog izražavanja i najreprezentativniji glazbeni oblik folklorne glazbe većeg dijela središnje dinarske zone, a ponajprije područja Zagore i zapadne Hercegovine, ali se također u određenoj varijanti može naći i u zaleđu sjeverne Dalmacije, istočne Hercegovine i Bosne. Gledano sa strane teorije glazbe, za gangu su karakteristični tijesni intervali (mala i velika sekunda), pa su glasovi koji tvore gangu najčešće u sekundnom odnosu. U glazbenom ustrojstvu gange sudjeluju uglavnom 3 dionice - vodeći glas i dva prateća.
Bolji poznavatelji gange kažu da je potekla iz Imotske krajine, tj. da su joj izvori u Imotsko-bekijskom polju. U korist ovome govore i svjedočenja starosjedilaca Ljubuškog i okolice koji kažu da je ganga u njihov kraj došla preko Posušja i Bekije. Prema tvrdnjama istraživača, ganga je, kao zaseban glazbeni oblik, relativno novija pojava, nastala polovicom 19. stoljeća. Zapravo je ganga nastala kao spoj mnoštva arhaičnih strukturalnih elemenata, ali uz sve to bila je uočljivo različita od svojih prethodnica i imala je nešto prepoznatljivo što ju je činilo drugačijom i novom. Ganga je najveći dio "uzela" od tzv. ojkanja (kojoj je prethodilo), od zvuka gusala i veoma starih napjeva u kojima su oba glasa pjevala tekst.

### Klapsko pjevanje
Klapsko pjevanje je višeglasno muško ili žensko pjevanje, podrijetlom iz Dalmacije, rašireno u južnoj, središnjoj i zapadnoj Hercegovini. Nastaje udruživanjem pretežno amaterskih pjevača ili pjevačica u posebnu družinu (skupinu, klapu) kako bi uživali zajedno u pjevanju. U drugoj se polovici XIX. stoljeća, pod utjecajem glazbene djelatnosti preporodnog razdoblja, razvilo dursko višeglasno pjevanje, nosioci kojega su manje skupine pjevača - klape. Ovoj tradiciji pripadaju i mandoline, glazbala talijanskoga porijekla. U XX. stoljeću klapsko je pjevanje, kao oblik glazbenog amaterizma, postalo dominantnim glazbenim izrazom dalmatinske regije.
Klapsko pjevanje se u vokalno-tehničkom smislu ne razlikuje značajno od drugih načina pjevanja. Razlika se prvenstveno odnosi na vokalnu stilistiku, tj. korištenje određenih pjevačkih izričajnih sredstava koji su tipični za klapsko pjevanje i koji imaju svoje zakonitosti. Stoga trebaju svi opći i osnovni elementi vokalne umjetnosti i pedagogije biti utkani u rad s klapom. U kontekstu jačanja važnosti lokalnih identiteta pod utjecajem procesa globalizacije s jedne i konzumeristički poticane kulture s druge strane, klape i klapsko pjevanje imaju vrlo važnu ulogu.

### Tamburica
Tambura (deminutiv tamburica) je narodni trzalački instrument. Ona je tradicionalna, a ne autohtona kulturna tekovina južnih Slavena i drugih naroda na Balkanu, a donijeli su je Turci u XIV. i XV. stoljeću. U Bosni i Hercegovini, najrasprostranjenija je u Bosanskoj Posavini i Središnjoj Bosni. Tambura najčešće ima 4, 5 i 6 žica no broj varira. Obično su prve dvije ugođene unisono i na njima se izvodi melodija. Tambure su jednoglasne, dvoglasne i troglasne. Razmak u tonovima koje daju prazne žice katkad je sekunda (Banja Luka), češće terca (bugarije), no najviše kvarta (bačko-srijemske tambure) ili kvinta. Za muziciranje na tamburi narodni je izraz udariti u tamburu, tamburati, rjeđe kucati u tamburu. No, sve više se koristi izraz svirati u tamburu.
Tamburaški zbor je skupina tamburaša koji zajedniči muziciraju na tamburama različitih veličina. Zajedničko tamburanje može biti u tercetu, kvartetu, kvintetu i sekstetu tambura, ali i u većim sastavima. Tamburaški ansambl do 15 svirača je tamburaški zbor koji pretežno samo prati pjevanje. Veća se skupina naziva tamburaški orkestar i najčešće se bavi koncertnim muziciranjem. Manjim zborovim ravna primaš, a većima dirigent. S obzirom na način ugodbe tambura postoji nekoliko sistema tamburaških zborova, od kojih su osnovna dva kvartni i kvintni. Nekad se muziciralo na jednoglasno-dvoglasnim tamburama, a kasnije i na troglasnim i četveroglasnim. Prema tome se i tamburaški zborovi dijele na dvoglasne, troglasne i četveroglasne. Svi su oni ugođeni temperirano.

### Gusle
Gusle su narodno glazbalo južnog Balkana, s dinarskog prostora, po naravi kordofono glazbalo s jednom ili dvije strune i gudalom. Podrijetlo gusala još nije pouzdano utvrđeno. Dvije teorije posebno se nameću: slavenska i ilirska. Slavenska teorija (kojoj se priklanja i najveći hrvatski muzikolog Franjo Kuhač) smatra da su Južni Slaveni tijekom seobe naroda donijeli gusle sa sobom na Balkan. Međutim, po ilirskoj teoriji gusle su ilirsko glazbalo kojeg Južni Slaveni primaju od Ilira. 
Gusle su jedan od stožernih čimbenika hrvatske kulture i nacionalnog bića. One su izvorište životne radosti, vedrine, poštenih osjećaja i pjesništva. Uz njih se stoljećima rađalo, živjelo, pjevalo, guslilo, naposljetku i umiralo. Gusle su znak prkosa tuđincu, u većini slučajeva Turčinu i njegovoj kulturi. Gusle su najviše obilježile 13. stoljeća hrvatske povijesti i slobodno se može reći da su očuvale hrvatski nacionalni identitet. Postoje dva tipa gusli: Hercegovački (visoko postavljene žice) i Dubrovački tip (nisko postavljene i duže žice). Gusle su u Bosni i Hercegovini rasprostranjene u dinarskom kulturnom području, i to najviše u zapadnoj Hercegovini, ali se također mogu naći i u dijelovima istočne Hercegovine i Bosne.

### Šargija
Šargija je žičani trzalački instrument. Zasigurno najstariji plesni instrument ovih područja su bile dvojnice. Danas je to skoro izumrli instrument u ovom kraju. Njihovu ulogu je u potpunosti preuzeo instrument nazvan šargija, ponegdje zvan i tambura-samica. Šargija pripada u skupinu žičanih, dugovratih instrumenata, a na naše područje je stigla još u vrijeme Osmanskog Carstva, kada je bila jedan od najomiljenijih instrumenata bosanskih janjičara koji su svirali na instrumentu sličnom tamburi kao solisti samci pa je narod dao naziv tambura-samica, no ipak je prevladao turski naziv šargija.
U modernijem obliku se svira uz violinu. Uz nju se pjevaju tzv. izvorne pjesme. U Bosni i Hercegovini, rasprostranjena je u sjevernoj Bosni, prije svega u Bosanskoj Posavini te u žepačkom, šeherskom i komušanskom kraju pa sve do Olova i Vareša. Šargiju su većinom svirali i danas sviraju Hrvati iz tih krajeva, tako da je ona ostala prepoznatljiva kao simbol hrvatskog ponosa i prkosa i može se reći da je očuvala hrvatski nacionalni identitet u tim područjima.

## Zabavna glazba
Za vrijeme bivše Jugoslavije, pogotovo tijekom 1960-ih, 1970-ih i 1980-ih godina, zabavna glazba bila je glazba srednjeg sloja građanstva BiH i novih intelektualnih slojeva u društvu, koji su se htjeli osloboditi "ruralnog i nazadnog". Zabavna glazba je nastala iz spoja tradicije i modernog. Poklonici zabavne glazbe živjeli su uglavnom u urbanim središtima zemlje.
U početku se zabavna glazba veoma stidljivo pojavila na bosanskohercegovačkoj glazbenoj sceni, prije svega zato što joj je nedostajala glazbena infrastruktura, odnosno državni radio i televizija, lokalne radio stanice, domaći festivali, revijalni mediji, te napose diskografske kuće. Stvaranjem ovog okruženja, čije su koordinate činili RTV Sarajevo, diskografske kuće "Diskoton" i "Sarajevodisk", festivali poput "Vašeg šlagera sezone" i revije "Ven" stvoren je put intenzivnijem razvoju zabavne glazbe u Bosni i Hercegovini. 
Najznačajniji predstavnici zabavne glazbe kod Hrvata u Bosni i Hercegovini su: Đorđe Novković, Željko Bebek, Davorin Popović i Jura Stublić, a među novim zvijezdama ističu se: Mate Bulić, Ivan Mikulić, Nikša Bratoš, Mija Martina Barbarić, Ivana Marić, Ivana Brkić, grupa Feminnem i drugi. Iz Bosne i Hercegovine podrijetlo vuku i brojni drugi hrvatski glazbenici poput Krunoslava Kiće Slabinca, Ive Fabijana, Borisa Novkovića, Vesne Pisarović, i drugih. Dva glavna festivala su Melodije Mostara i Etnofest Neum na kojima osim poznatijih hrvatskih glazbenika iz Bosne i Hercegovine, nastupa i velik broj glazbenika iz Hrvatske.
U bivšoj Jugoslaviji, a i danas, Bosna i Hercegovina se izdvajala čitavim nizom veoma uspješnih pop i rock sastava, među kojima su Indexi, Bijelo dugme, Ambasadori, Teška industrija, Plavi orkestar, Crvena jabuka, Zabranjeno pušenje, Divlje jagode, Hari Mata Hari bile najpopularnije. Poznati Hrvati u popularnoj glazbi su Goran Bregović, Željko Bebek, Goran Ivandić, Vlado Pravdić, Mladen Vojičić (Hrvat je po majci) (Bijelo dugme), Saša Lošić (Plavi orkestar), Davor Sučić (Zabranjeno pušenje), Anto Janković (Divlje jagode), Darko Jelčić (Crvena jabuka), Ivica Propadalo (Teška industrija), Davorin Popović (Indexi) i dr.

## Ostale vrste glazbe
Usporedno s tradicionalnom vrstom glazbe, zadnjih su se desetljeća u Bosni i Hercegovini razvili i novi glazbeni žanrovi poput heavy metala, hip hopa, housa i techna, reggae, jazz, blues, itd., čime Bosna i Hercegovina ne zaostaje za ostalim zemljama svijeta. Metal scena osobito se razvila u gradu Tuzli.

## Srodni članci
- Hrvati Bosne i Hercegovine
- Kultura Hrvata Bosne i Hercegovine
- Hrvatska glazba

## Unutarnje poveznice
- Ganga
- Klapsko pjevanje
- Tambura
- Gusle